# Idioma español en Filipinas
El español fue el primer idioma oficial y unitario de Filipinas, desde la llegada de los españoles en 1565 hasta la segunda mitad del siglo XX. Además de oficial, el español llegó a ser la lengua común y vehicular del país entre finales del siglo XIX y principios del XX. En 1863 se creó un sistema de educación pública que impulsó considerablemente el conocimiento del español en el país. El héroe nacional José Rizal escribió la mayoría de sus obras en español, al igual que la mayoría de escritores y pensadores del siglo XIX. La Revolución filipina se articuló en idioma español, y la Primera República Filipina fundada en 1899 estableció el español como idioma oficial. La primera Constitución de Filipinas, al igual que el himno nacional filipino se escribieron en español. En la primera mitad del siglo XX, el español estaba muy difundido en las grandes ciudades. Era la lengua de la prensa, la cultura, el comercio y, hasta cierto punto, de la política filipina. El español mantuvo su estatus oficial (junto con el inglés y el tagalo) hasta 1973, estatus que tenía desde 1571. La Proclamación Presidencial núm. 155 del 15 de marzo de dicho año 1973, todavía en vigor, ordena que el español continue siendo idioma oficial en Filipinas para todos aquellos documentos oficiales de la época imperial que no fueron traducidos a la lengua nacional.
Después de la eliminación como idioma oficial en 1973, el español también fue eliminado como asignatura obligatoria en la universidad en 1987. 
En 2009, la académica y expresidenta filipina Gloria Macapagal-Arroyo fue galardonada con el Premio Internacional Don Quijote, que reconoce la iniciativa educativa de la República de Filipinas de introducir el idioma español en los planes de estudio nacionales, que amplía el área de colaboración política, institucional y económica que se desarrolla en lengua castellana. En este sentido, el 23 de febrero de 2010, durante la V Tribuna España-Filipinas se alcanzó el acuerdo, entre el Ministerio de Educación de Filipinas, el Ministerio de Educación de España, el Instituto Cervantes y la Agencia Española de Cooperación Internacional para el Desarrollo (AECID), por el que todos los alumnos de secundaria de Filipinas estudiarán español en 2012.
Hoy en día, sin embargo, el español sigue siendo solo lengua opcional en la escuela filipina y es hablado como segunda lengua por el 3 % de la población del país, habiendo sido un idioma hablado únicamente por ciertas élites, pero nunca aprendido por el total de la población; aunque algunos autores hispanistas como el filipino Guillermo Gómez Rivera sostienen que fue hablado hasta por el 60 % de la población hasta comienzos del siglo XX.
En la actualidad, el idioma español sigue muy presente tanto en los nombres y apellidos de los filipinos (antropónimos), como en el nombre de muchas de sus localidades (topónimos) y demarcaciones administrativas.

## Historia

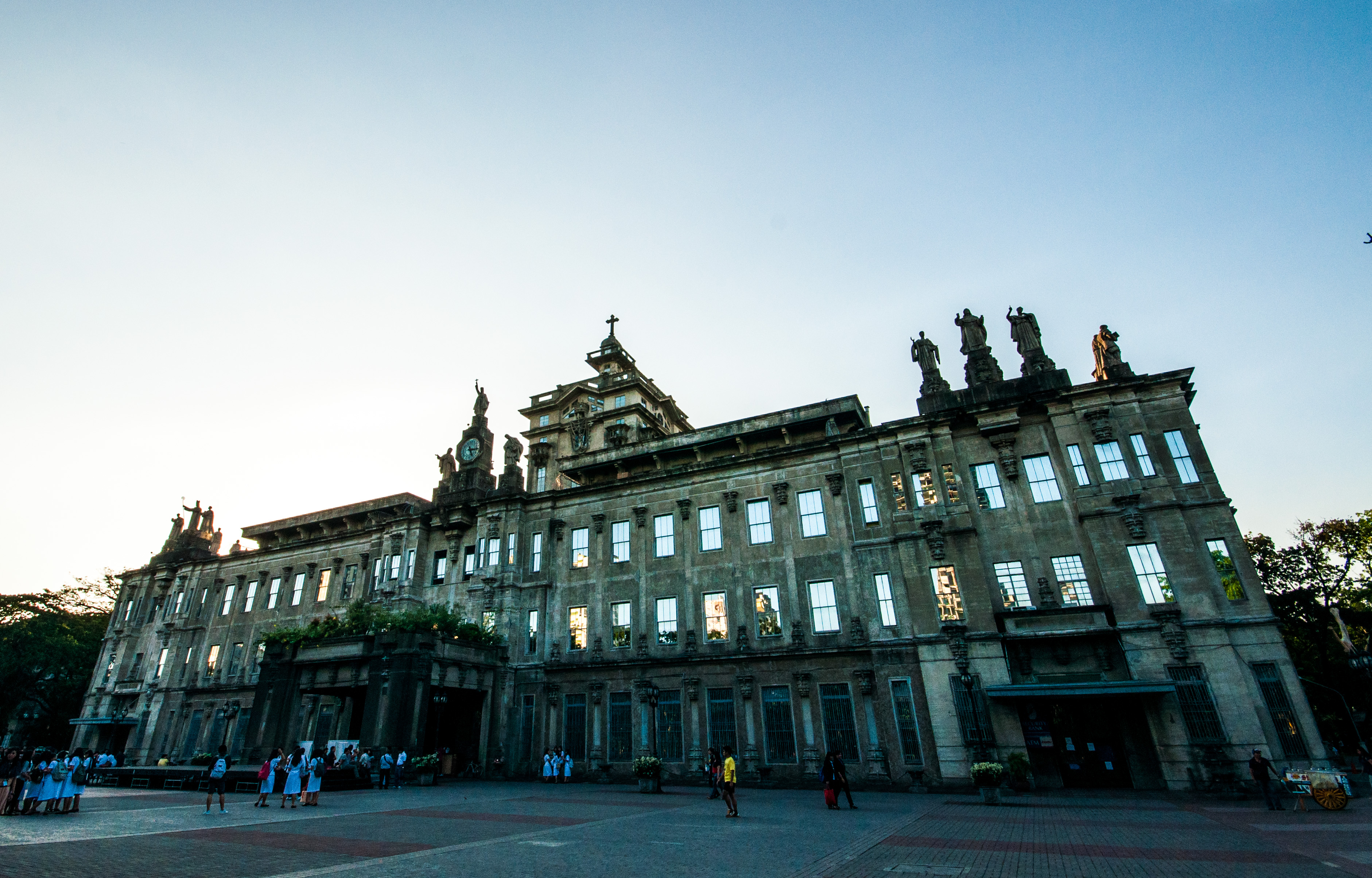
Edificio principal de la Universidad de Santo Tomás de Aquino (UST), en Filipinas

El idioma español comenzó a predominar sobre las muchas lenguas nativas de Filipinas a partir de 1565, fecha en que la expedición de Miguel López de Legazpi y Andrés de Urdaneta, procedente de la Nueva España (hoy México), llega a Cebú y funda el primer asentamiento español en el archipiélago.
Al principio, el aprendizaje del español era opcional, no obligatorio. Como en algunos lugares de América, los misioneros predicaron el catolicismo a los nativos en lenguas locales. En 1593 se fundó la primera imprenta local. En 1595 se establece la primera institución académica del país, el colegio de San Ildefonso, fundado por los jesuitas en Cebú y que más tarde se convertiría en la Universidad de San Carlos. En Manila se funda la Universidad de Santo Tomás por los dominicos en 1611. Ambas universidades se disputan el reconocimiento de universidad más antigua de Asia.

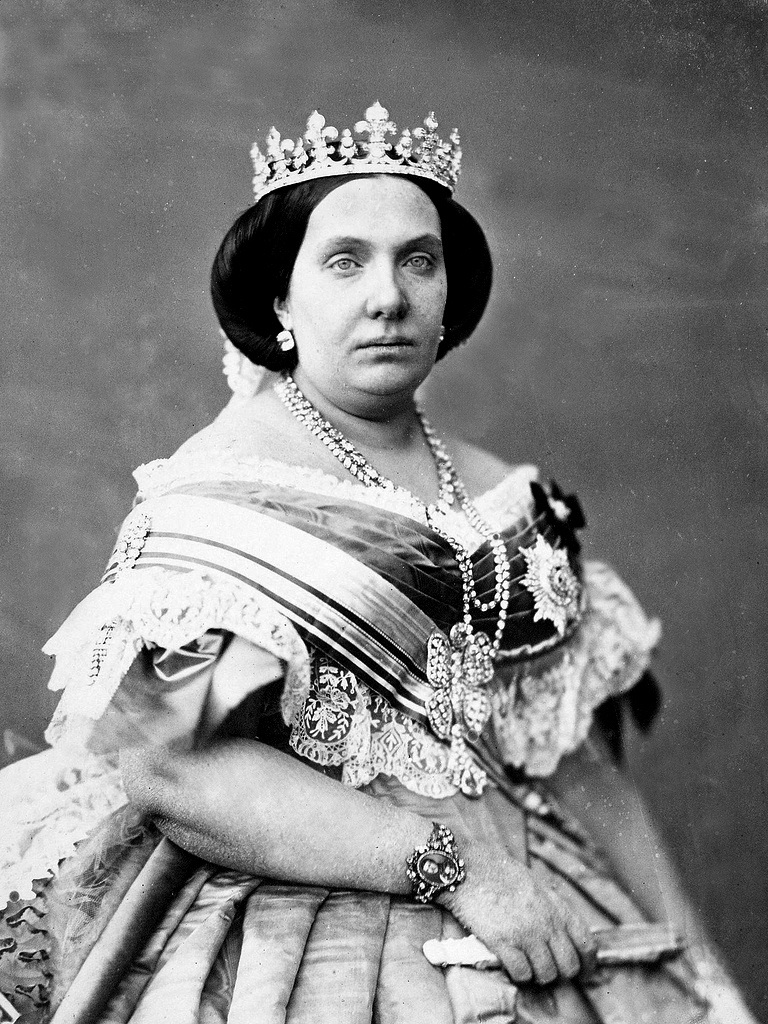
Reina Isabel de Borbón y Dos Sicilias, de España

En 1863, la reina Isabel II de España decreta la creación de un sistema escolar público en todos los territorios españoles. Esto da lugar a la creación de escuelas públicas con enseñanza en español en la mayoría de pueblos y ciudades de Filipinas. A principios del siglo XX, el español se mantiene como la lengua franca del país y el idioma de la educación, prensa, comercio, política y justicia. 
En Manila, el español se había generalizado hasta estimarse en alrededor del 50 % la población de la capital con capacidad para comunicarse en español a finales del siglo XIX. En 1898, se calcula que alrededor del 15 o 20 % de la población del archipiélago sabía hablar español. Unos años antes el porcentaje sería bastante menor, siendo en 1870 en torno al 2 o 3 % según datos del estadista Agustín de la Cavada y Méndez de Vigo. Incluso después de la ocupación estadounidense y la introducción del inglés como lengua de instrucción en colegios públicos, y a pesar de la muerte de un 15 % de toda la población filipina en la Guerra Filipino-estadounidense, la gran mayoría de ellos instruidos subversivos y antiguos militares, y por tanto seguramente en su mayoría capaces de hablar en español, sigue predominando en las principales ciudades como vehículo principal de comunicación entre filipinos, hasta por lo menos, la segunda década del siglo XX, cuando se prohíbe la educación en otra lengua que no sea inglés. 
El idioma oficial de todos los tribunales y sus registros será el español hasta el 1 de enero de 1913. Después de esa fecha, el inglés será el idioma oficial, pero en asuntos judiciales se podrá utilizar el idioma español, disponiéndose de intérpretes y en los casos en que todas las partes o abogados lo estipulen por escrito, las actuaciones se llevarán a cabo en español. 
Los argumentos eran claros:

"... No se afirma la superioridad del idioma inglés a través de otros que poseen la Literatura y la Historia, con la excepción, tal vez, que cada vez es tan rápido que el lenguaje de los negocios del mundo, sobre todo en el Lejano Oriente, que los países líderes en el esfuerzo comercial y científico tienen casi universalmente hecho su estudio una parte de su sistema de escuelas públicas. Es el único lenguaje que era posible enseñar general en todo el Archipiélago. Desgraciadamente, la política de la soberanía anterior aquí no permitía la enseñanza general de la lengua española, por lo que era conocido por los comparativamente pocos. Puesto que la capacidad de utilizar un lenguaje común es uno de los elementos esenciales para la realización de las aspiraciones políticas del pueblo filipino, es importante ver hasta qué punto hemos avanzado en esta dirección..."
Message of the Governor-General to the Third Philippine Legislature.

El 31 de diciembre de 1916 se crea el Boletín Oficial (Official Gazette) que se publicará semanalmente y por separado, tanto en español como en inglés.

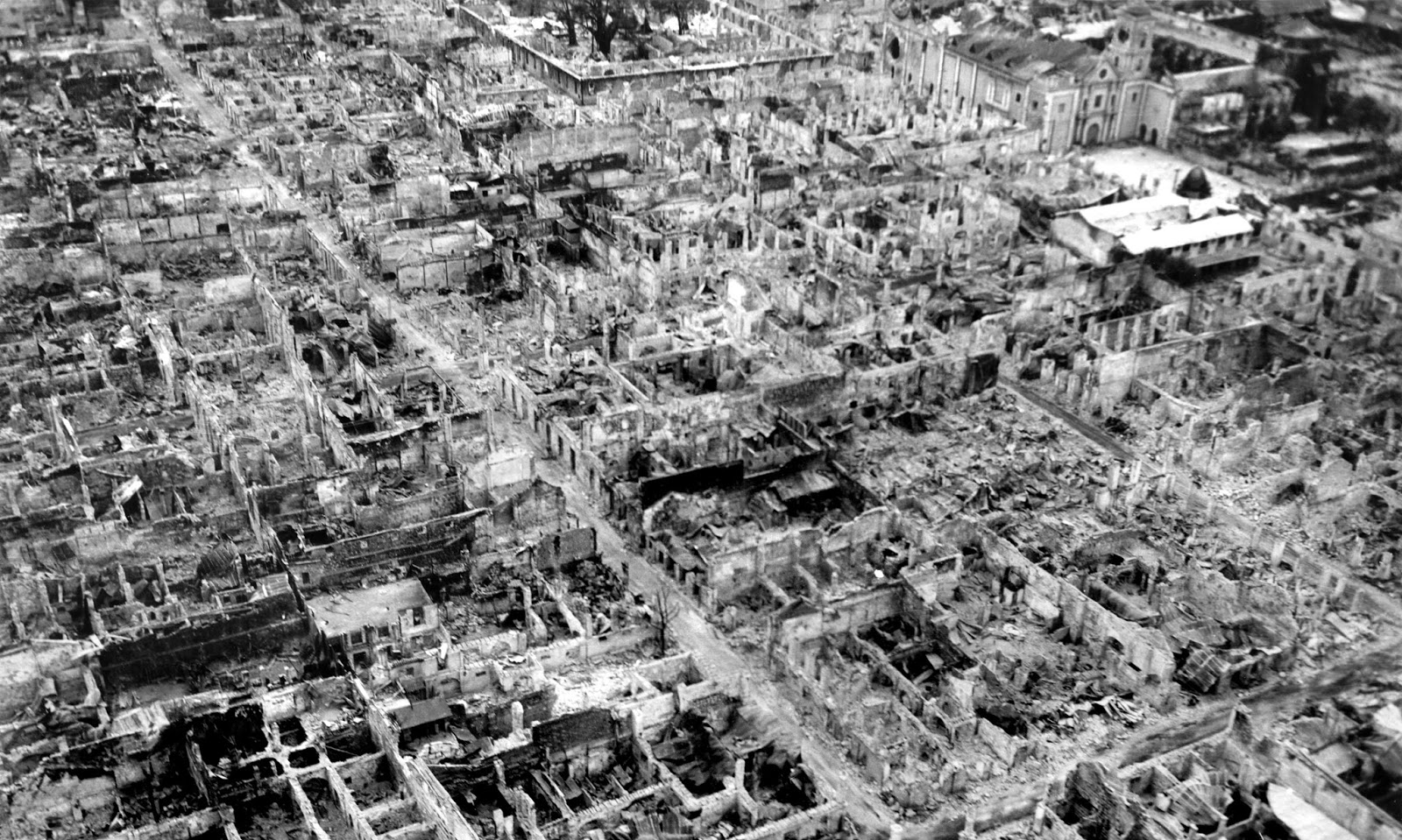
Fotografía del barrio de Intramuros destruido en la batalla de Manila durante la Segunda Guerra Mundial.

El predominio del español sobre el inglés se prolonga en un constante declive hasta aproximadamente el final de la Segunda Guerra Mundial. A partir de entonces, con ya dos generaciones educadas en inglés, el español pierde relevancia. Además, la destrucción del barrio de Intramuros y La Ermita por la aviación estadounidense durante la Batalla de Manila acaba con el principal núcleo de cultura hispánica y lengua española de Filipinas (unos 300.000 hispanohablantes tan sólo en Intramuros). Aunque haya algunas excepciones familiares y personales, se suele considerar a la generación nacida en la posguerra mundial (hasta 1950 aproximadamente) la última generación hispanoparlante, momento en el cual, tras la masacre de la fallida guerra de independencia, la represión lingüística y los bombardeos de la Segunda Guerra Mundial, la sociedad hispanohablante se considera diluida y no vuelve a haber relevo generacional hispanohablante.
Actualmente, los filipinos hispanoparlantes plenamente competentes, al menos a nivel oral, no son monolingües de español y sólo en casos excepcionales tienen una edad inferior a los 55 años, por la no continuidad del relevo generacional en el uso del idioma.

### Época de dominación estadounidense
En 1898, la junta constituyente de la Primera República Filipina, activa en Malolos, Bulacán, estableció el español como primera lengua oficial. Terminaba entonces el dominio hispano. La mayoría de los medios de comunicación como prensa, radio, documentos y decretos gubernamentales, así como la educación, utilizaban todavía el español. El español mantuvo su prestigio y uso hasta bien avanzado el siglo XX. Algunos investigadores afirman que tardó más de cincuenta años en imponerse el inglés sobre el español, sobre todo por la dificultad que entrañaba el aprendizaje del inglés y (en un principio) porque saber hablar español era señal de elevado estatus cultural y económico. 
Aunque el inglés era promovido e incluso forzado por la administración colonial estadounidense como lengua de la educación y del gobierno, gran parte de la literatura de entonces se escribió en lengua española. La razón es que la mayor parte de las elites de aquella generación, educadas en español, por primera vez experimentaban la libertad de disentir, esta vez contra los intentos estadounidenses de desmantelar la cultura hispánica del archipiélago. Los directorios militares estadounidenses reprimieron duramente la resistencia, tanto la de signo nativista cuanto la de signo hispanista.
En el Octavo Informe Anual del Director de Educación David P. Barrows, fechado 1 de agosto de 1908, se encuentran las siguientes observaciones sobre el idioma español:

"... la población adulta del país, que incluye a personas de años maduros y de influencia social, tenía al idioma español como su lengua por lo que el mismo idioma español continuaba siendo la lengua más importante hablada en todos los círculos comerciales, políticos y de prensa".

Esta observación confirma el dato dado por el abogado Luciano de la Rosa sobre el español siendo el segundo idioma del 60 por cien de la población total de Filipinas durante las primeras cuatro décadas de 1900.
Otra fuente reveladora de la extensión nacional en que se utilizaba el idioma español en Filipinas es el Informe de Henry Ford de 1916 al presidente de Estados Unidos.
Aunque el censo de 1903, preparado por el gobierno de ocupación estadounidense, dio a entender que el idioma español "lo hablaría tan solamente el diez (10) por ciento de los filipinos", el citado Informe de Ford nos lo desmiente con sus observaciones. Dice:"Hay, sin embargo, otro aspecto en este caso que se debe considerar. Este aspecto se me presentó a mí mismo cuando iba viajando por las islas, usando el transporte ordinario y mezclándome con toda clase de gente de todas las condiciones. Aunque a base de estadísticas escolares se hace la declaración de que son más (numerosos) los filipinos que hablan inglés frente a cualquier otro lenguaje, nadie ha de estar de acuerdo con esta declaración si ha de depender del testimonio de lo que le llega al oído. En todas partes el español es el idioma del negocio y del intercambio social."

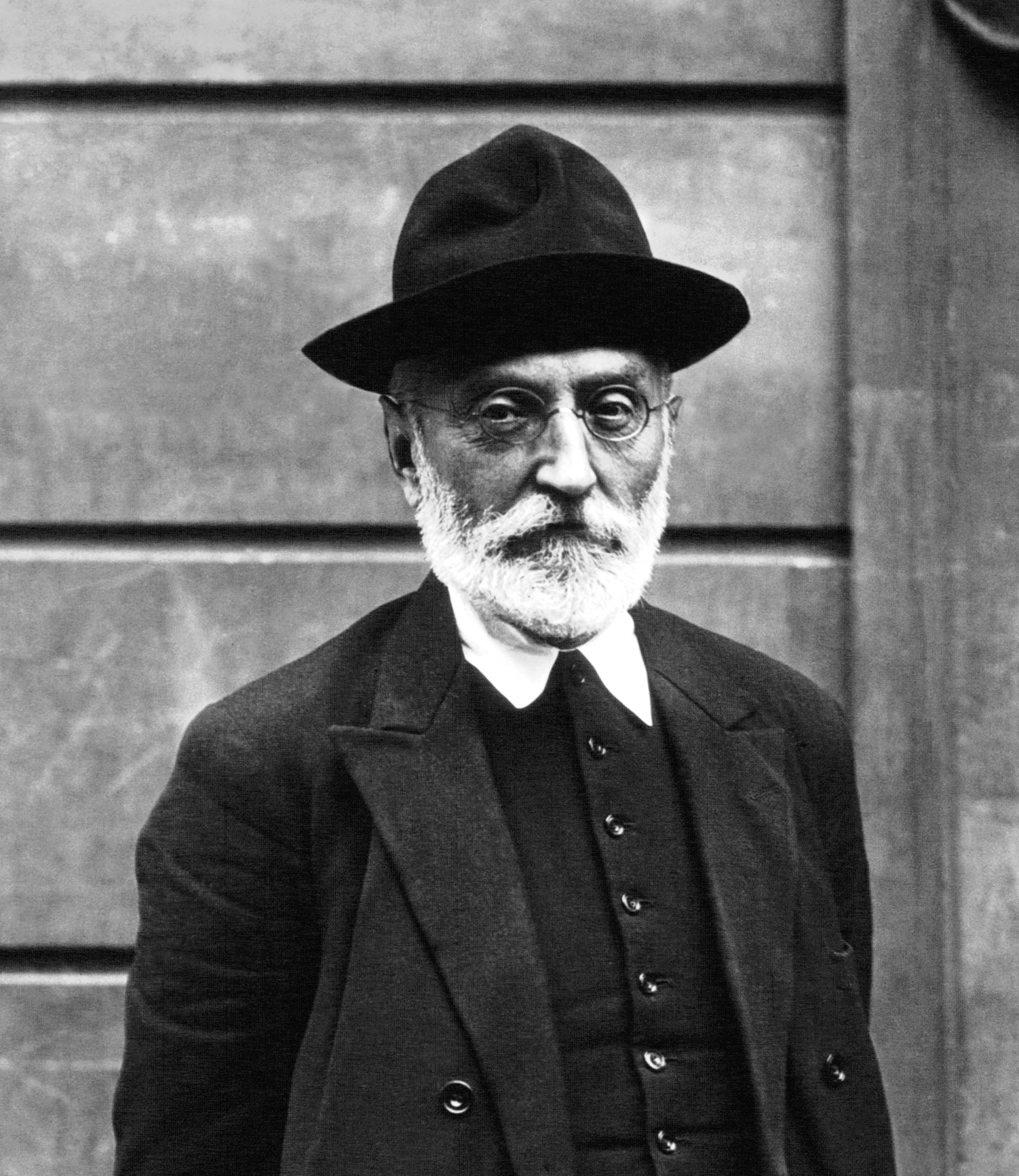
El escritor español Miguel de Unamuno, en el año 1925

"Para que cualquiera pueda conseguir una pronta atención de quienes sean, el español resulta ser más útil que el inglés. Y fuera de Manila, es casi indispensable. Los americanos que viajan por todas las islas lo usan de costumbre."
Aunque durante el período de colonización española sobresalieron algunos escritores de consideración, en especial José Rizal y Alonso, alabado por Miguel de Unamuno y leído hoy en traducciones inglesas o nativas por todos los escolares de Filipinas, la verdadera Edad de Oro del español en Filipinas sucede tras la marcha de España, cuando el estamento social nativo o mestizo que había cooperado con la obra colonizadora alcanza su mayoría de edad social. La literatura hispano-filipina que entonces se produce, y que podríamos llamar clásica, es obra de escritores «ilustrados» como José Rizal, Pedro Paterno, Graciano López Jaena, Jesús Balmori, Antonio M. Abad, Manuel Bernabé, Adelina Gurrea, Guillermo Gómez Windham, Claro M. Recto... A estos, ya entrada la segunda mitad del siglo XX se añaden Evangelina Guerrero, Federico Espino Licsi, Edmundo Farolán Romero, director de Revista Filipina y Guillermo Gómez Rivera, estos dos últimos todavía activos a principios del siglo XXI.
El nacionalismo de raíz hispánica al principio se propagaba en español, en especial a través de los escritos de Marcelo H. del Pilar (Plaridel), fundador de la publicación quincenal La Solidaridad, que aparecía en Barcelona y más tarde en Madrid. El primer periódico en español de Cebú, titulado El Boletín de Cebú, aparece en 1886. Hacia 1915, por presiones de los intereses estadounidenses, los periódicos locales comienzan a publicar secciones en inglés. En Cebú, donde también existieron grupos de hispanizantes, el escritor José del Mar ganó en 1965 con su obra Perfiles el premio Zóbel, instituido para contribuir al mantenimiento del español como lengua cultural de las islas.
Irónicamente, la mayor parte de la literatura filipina en lengua española se publicó durante los días de la dominación estadounidense. Uno de los más notorios escritores nativos en español, Claro M. Recto, seguía escribiendo en español hasta 1946. Otros conocidos escritores que usaron el español en dicho periodo fueron los poetas Isidro Marfori, Cecilio Apóstol (autor de Pentélicas, 1941), Fernando María Guerrero (Crisálidas, 1914), Flavio Zaragoza Cano (Cantos a España y De Mactán a Tirad) y otros.
Entre los periódicos editados en español sobresalieron por su militancia hispanizante El Renacimiento, La Democracia, La Vanguardia, El Debate, El Pueblo de Iloílo, El Tiempo y La Voz de Manila entre otros. Tres revistas, The Independent, Philippine Free Press y Philippine Review se publicaban con secciones tanto en español como en inglés.

## Influencia en los otros idiomas

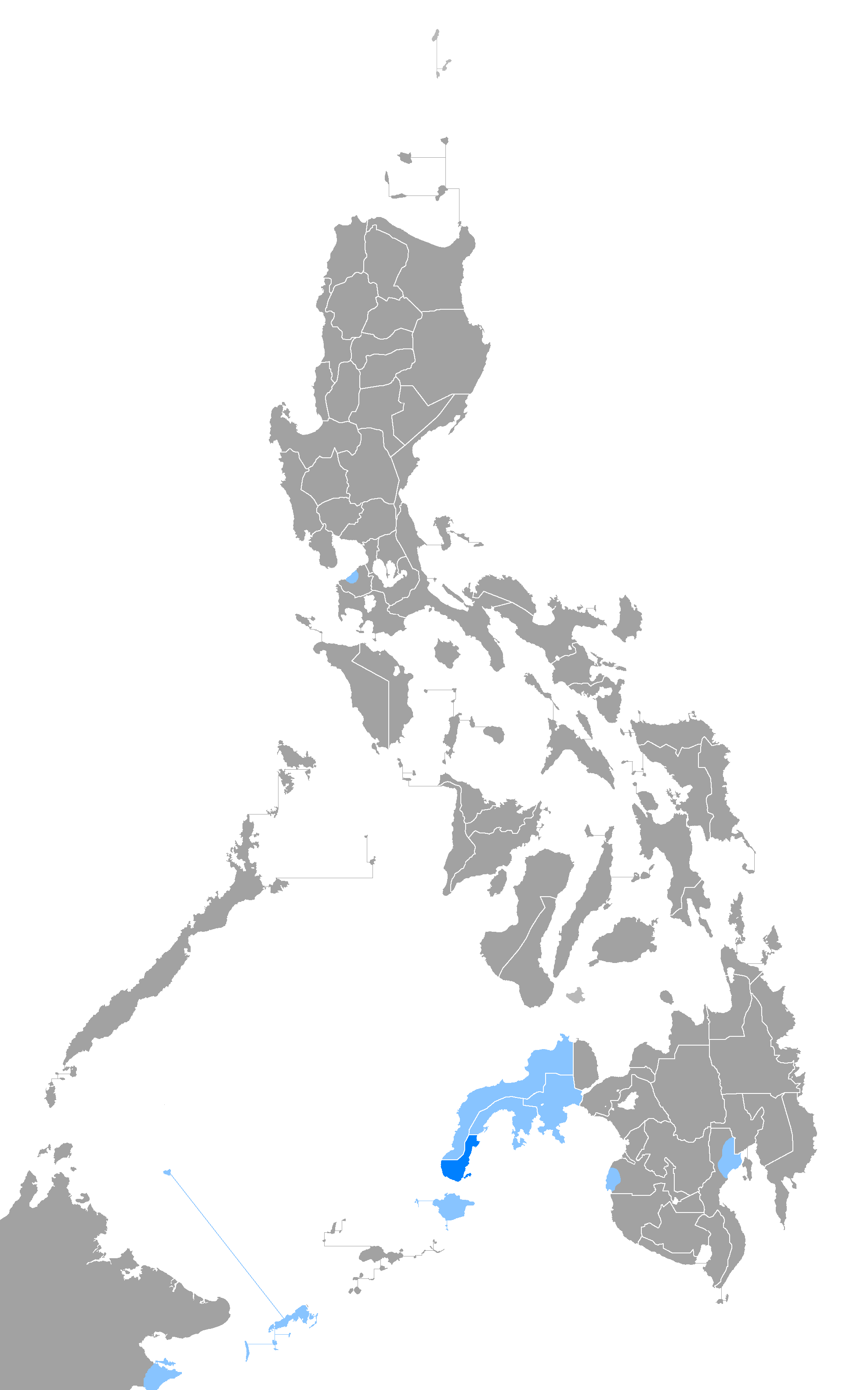
Mapa del idioma chabacano en Zamboanga en las islas Filipinas

Hay aproximadamente 8.000 raíces españolas en tagalo, y alrededor de 6.000 raíces españolas en lenguas bisayas y otros dialectos filipinos. El sistema numérico en español, el calendario, el tiempo, etc., siguen siendo usados con leves modificaciones.
Miles de palabras españolas se han preservado en tagalo y otras lenguas locales, tales como:
- bapór (‘vapor’, barco),
- baka, (‘vaca’),
- kastilà se utilizaba para referirse a los españoles (castellanos) y a su idioma.
- kuwarta (‘cuarta’),
- pera (‘perra’ o ‘monedas’),
- relós (‘reloj’, originalmente con el sonido francés de la j),
- sabón (‘jabón’; la j se pronunciaba como el francés je),
- baraha (‘baraja’, baraja de naipes),
- lamesa/mesa (‘mesa’),
- kaldereta (‘caldereta’, guiso de carne),
- tinidór (‘tenedor’),
- silya (‘silla’),
- baso (‘vaso’),
- bangkito (‘banqueta’, silla pequeña),

El chabacano o chavacano, es una lengua criolla lexificada por el español de las Filipinas. El chabacano se concentraba en varias zonas muy concretas, de las que únicamente se mantiene con vitalidad en la ciudad de Zamboanga (idioma zamboangueño). Otras zonas donde se habló chabacano incluyen Isabela (Basilán) y partes de Dávao, en el sur, y en la isla norteña de Luzón, Ternate y otras partes de la provincia de Cavite.
A principios del siglo XVII el impresor tagalo Tomás Pinpin emprendió la tarea de escribir un libro en tagalo con caracteres latinos a fin de enseñar el español a los tagalos. Su libro, publicado por la prensa dominica donde él trabajaba, apareció en 1610, el mismo año en que el Padre Blancas de San José publicaba la primera Gramática del tagalo.
El texto de Pinpin, por su parte, utilizaba el tagalo para disertar sobre el español. Con el libro, Pinpin fue el primer filipino nativo en ser escritor y publicista. Como tal, resulta instructivo cuando explica el interés que le animaba a traducir del tagalo a principios de la época virreinal. Pinpin elabora su traducción más bien eludiendo que no rechazando las normas de acentuación del idioma español.

### Falsos amigos
Las palabras siguientes son engañosas, lo que se conoce como falsos amigos. Parecen ser españolas o son palabras españolas que cambiaron de significado en varias lenguas filipinas:
- baho significa 'huele mal' (parecido a «bajo»).
- barkada significa 'pandilla' (parecido a «barcada»).
- kontrabida significa 'malvado' (parecido a «contra vida»).
- sabi significa 'decir' (parecido a «sabe»).
- siguro significa 'quizás' (parecido a «seguro»).
- syempre significa 'por supuesto' (parecido a «siempre»).
- pirmi en bisayo y chabacano significa 'siempre' (derivado de «firme»).
- basta significa 'a condición que'.
- lupa significa 'suelo, tierra'.
- luto significa 'cocinar'.
- maske/maski significa 'aún' o 'sin embargo' (parecido a «más que»).
- kubeta significa 'retrete' (derivado de «cubeta»).
- kasilyas en bisayo y chabacano significa 'retrete' (derivado de «casillas»).
- lamierda/lamyerda significa 'salir de juerga' (parecido a «la mierda»).
- puto significa 'una torta de arroz' (parecido al masculino de «puta»; en algunos países de Hispanoamérica significa 'homosexual' , 'prostituta(o)' y en otros 'mujeriego').
- sugal significa 'juegos de azar' (parecido a «jugar»).
- mamón significa 'pan mullido'.
- pera significa 'perra' o 'dinero'.
- kasí/kasé significa 'porque', 'es que' (proveniente del inglés because), parecido a «casi».
- silbí significa 'propósito', 'uso' (parecido a «servir»).
- palengke significa 'mercado' (derivado del mexicanismo «palenque»).

No obstante, la palabra que se usa para designar «caja fuerte» tiene casi el mismo significado en español, pues se dice «caja de hierro».

## Filipinismos(palabras de origen filipino)
Las palabras siguientes se pueden encontrar en Diccionario de la lengua española de la RAE:
- carabao
- barangay
- yo-yo
- abacá
- cogón
- sampaguita
- baguio (huracán)
- paipay
- bolo (cuchillo grande de hoja larga, empleado como arma, para cortar ramas o como instrumento de labranza).
- dalaga
- feluz (Se trata de un filipinismo todavía no documentado en la RAE, cuyo significado es «terciopelo», que viene del tagalo y del bisayo pelus, y éste del término francés velours).
- dabuti, dabuten o la hipercorrección de buten (en filipino, mabuti)

### Incorporaciones al español filipino
- Nahuatlismos, extraído del Diccionario de Filipinismos editado 1921.[14]

## Nacionalismo idiomático
El español en Filipinas fue vector de nacionalismo ante dos imperios: España y Estados Unidos. La actitud nativista criticó el español en Filipinas como una imposición imperial, aunque por otro lado los frailes y funcionarios se esforzaban en aprender las lenguas indígenas. De todas formas, las élites nativas decidieron ilustrarse en español, y estas a su vez fueron imitadas por la población urbana. Considerando este fenómeno, se hace necesario al estudioso de la historia y la cultura filipinas conocer un idioma en el que se escribió una extensa cantidad de documentación de carácter jurídico y administrativo en época hispana, además de un importante corpus de interés histórico, lingüístico y literario. En él figuran las primeras grandes obras de la literatura filipina, así como algunas de las más completas y detalladas gramáticas descriptivas que se han escrito sobre muchas de las lenguas nativas del país. 
Esto se llevaba a cabo por clérigos de las distintas órdenes, en especial jesuitas, tal como ocurriera en Hispanoamérica con lenguas como el quechua, el guaraní o el náhuatl). También en español se escribieron la primera constitución como república independiente, su himno nacional, sus proclamas, sus decretos gubernamentales, etc.

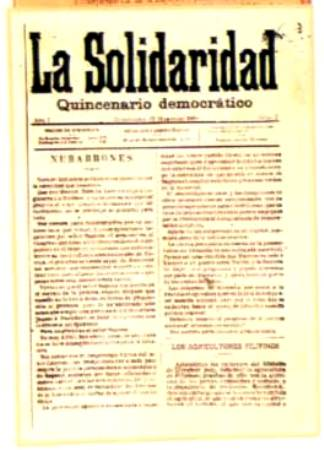
La Solidaridad

Durante el gobierno de la Capitanía General de las Filipinas y, hasta cierto punto, durante la de administración estadounidense, el español fue la lengua vehicular que sirvió al propósito de unificación nacional, toda vez que el tagalo no poseía aún el prominente papel que después obtuvo. Cada región tenía su lengua y cultura propias, y el habitante de ellas se veía a sí mismo como ilocano, pampango, cebuano, etc. Es decir, todavía sin conciencia de ser filipino.
La lengua comienza a generalizarse a partir de los decretos de modernización de los gobiernos de Isabel II de España, a mediados del siglo XIX. Los miembros del estamento social mestizo o español que contribuyó a la extensión de la lengua y cultura hispánicas eran conocidos como los «ilustrados». Tras el mutis de España y bajo dominación estadounidense, ellos se dieron a sí mismos la misión de relevar a España en la propagación de una identidad y nacionalidad de raíz hispánica, aún a costa de enfrentarse a los designios estadounidenses de destruir todo vestigio de cultura hispánica en las Islas.
No prosperó la causa hispánica en Filipinas, sobre todo tras perecer gran parte de aquellos «ilustrados» en el bombardeo estadounidense de 1945 sobre Manila, alma y cabeza de la futura nación insular y, tras la guerra, por verse engrosada dicha ciudad por masas migrantes ajenas a todo sentido hispanizante.
A finales del siglo XIX, el escritor nativo José Rizal, con sus novelas Noli me tangere y El filibusterismo, publicadas en Bélgica y Alemania respectivamente, contribuye por su parte a destacar la componente malaya en el sentido nacionalista filipino, pero exigiendo a España que promueva la educación y, por supuesto, la generalización de la lengua española como vehículo de información. De la obra de Rizal, el grupo independentista Katipunan extrajo las consignas más ardorosas para combatir la dominación española.
Ambas novelas eran un alegato contra los defectos de la administración hispana, en especial del poder conferido a las órdenes religiosas, que según Rizal, reconocido masón, se mostraban opresoras. Rizal escribió también en tagalo, siendo notorias sus contribuciones a la lingüística de dicho idioma nativo.
Las órdenes religiosas de las islas se enfurecieron con la publicación de las obras de Rizal, y sus Provinciales no cejaron hasta conseguir que las autoridades españolas aprehendiesen y ejecutasen a Rizal, hoy considerado mártir del colonialismo y padre de la patria filipina.

## Situación actual del español enFilipinas

### Estadísticas de hablantes
Hay 461.689 hablantes de chabacano (lengua criolla con léxico español) recogidos en el censo de 2010, 33.600 estudiantes de español recogidos por el Instituto Cervantes en 2018, y alrededor de 6000 nativos resultado de la inmigración sobre todo española.
En el siguiente cuadro se muestran como los datos de hablantes de español como lengua materna de los censos oficiales de Filipinas, van disminuyendo de 978.276 en 1903 a 2.657 en 1990. Desde 1990, el censo considera que prácticamente los hablantes de español, solo lo son en su variante criolla del chabacano, pasando de 689.000 en 1990 a 461.689 en 2010. 
En cuanto hablantes de español como primera o segunda lengua, únicamente el censo de 1970 con el español todavía como lengua oficial, muestra los hablantes de español como primera o segunda lengua con un total de 1.335.945 hablantes, sin embargo hay especulaciones sobre hablantes totales como primera o segunda lengua, o en su variante criolla de chabacano, desde los 6.300.000 en 1907 (el 70% de la población), a los 3.016.773 en 1996 (el 5%). Hoy en día, ya no se contabilizan los hablantes de español que adquirieron su aprendizaje antes de que el idioma español dejara de ser oficial en 1973, y dejara de ser de estudio obligatorio en las universidades en 1987, considerándose en 2018, 1.730.000 filipinos con competencia pasiva en español desde 1987.
| Fuente | Año             | N.º de hablantes de español nativos     | N.º total de hablantes de español como primera lengua o como lengua adquirida posteriormente | N.º de hablantes de chabacano (criollo lexificado por el español) | Total hablantes de español y chabacano |
| --- | --------------- | --------------------------------------- | -------------------------------------------------------------------------------------------- | ----------------------------------------------------------------- | -------------------------------------- |
| Anuario del español del Instituto Cervantes | 2024            | 4.584                                   |                                                                                              | 562.337                                                           | 566.921                                |
| Anuario del español del Instituto Cervantes | 2018            | 3.325                                   | 33.600 (estudiantes)                                                                         | 461.689                                                           | 498.614                                |
| Censo de Filipinas | 2010            |                                         |                                                                                              | 461.689                                                           |                                        |
| Guillermo Gómez Rivera. "Actual situación del idioma español en Filipinas: Año 2008".                                                            | 2008            |                                         |                                                                                              | 617 000                                                           |                                        |
| Antonio Quilis. La Lengua Española en Filipinas (pág. 234)                                                                                       | 1996            |                                         | 1 816 773 (3 %)                                                                              | 1 200 000 como 1.ª y 2.ª lengua                                   | 3 016 773 (5 %)                        |
| R.W.Thompson. Pluricentric languages: differing norms in different nations (pág. 45)                                                             | 1992            |                                         |                                                                                              |                                                                   | 2 900 000                              |
| Censo de Filipinas | 1990            | 2657                                    |                                                                                              | 689 000                                                           |                                        |
| Pilar Louapre. "El idioma español en las islas Filipinas, en el pasado y el presente" (pag. 290)                                                 | 1989            |                                         |                                                                                              |                                                                   | 5 %                                    |
| Estudio de Rodolfo Bulatao | 1973            | 0,1%                                    |                                                                                              |                                                                   | 5,1 %                                  |
| Censo de Filipinas | 1970            |                                         | 1 335 945 (3,6 %)                                                                            |                                                                   |                                        |
| Censo de Filipinas | 1960            |                                         | 558 634 (2,1 %)                                                                              |                                                                   |                                        |
| Censo de Filipinas | 1948            | 315 111 (1,8 %)                         |                                                                                              |                                                                   |                                        |
| Censo de Filipinas | 1939            | 417 375 (2,6 %)                         |                                                                                              |                                                                   |                                        |
| Censo de Filipinas | 1918            | 757 463 (11,8 %)                        |                                                                                              |                                                                   |                                        |
| Guillermo Gómez Rivera: Estadísticas. El idioma español en Filipinas (Luciano de la Rosa, katipunero. Diario "El Renacimiento Filipino" de 1907) | 1907            | 900 000 (10 %)                          | 5 400 000 (60 %)                                                                             |                                                                   | 6 300 000 (70 %)                       |
| Censo de Filipinas | 1903            | 978 276 (14 %)                          |                                                                                              |                                                                   |                                        |
| Guillermo Gómez Rivera. Estadísticas: El idioma español en Filipinas (Dr. José Rodríguez Ponga/ censos de EE.UU de 1903 y 1905).                 | Entre 1891-1900 | Entre 1 260 000 (14 %) y 900 000 (10 %) |                                                                                              |                                                                   |                                        |

En cualquier caso muchas de estas estadísticas están sesgadas y suelen basar en datos históricos del español, así por ejemplo durante los años 50–70 se hablaba de que el 3% de los filipinos era hispanoparlante; por otra parte en estadísticas antiguas se solía considerar el criollo (chabacano) como español.
La realidad es que el uso del español por personas nacidas después de la Segunda Guerra Mundial es anecdótico, entre los nacidos antes de 1945 hay un uso significativo, pero este es un grupo de población que disminuye de año en año fuertemente por motivos ahora de muerte natural. Se podría estimar de manera quizá algo optimista que tienen capacidad de comunicarse en español un 10% de la población nacida antes de 1945, si bien casi todos los nacidos antes de esa fecha son capaces de decir algunas frases en español. Teniendo en cuenta que hay unos 5 millones de filipinos mayores de 65 años, es razonable pensar que los que tengan más de 71, sean un millón, de los cuales si el 10% tienen capacidad de comunicarse en español con fluidez, como máximo unos 100 000 de filipinos serían capaces de hablar español, sin contar los hablantes de chabacano, lengua demasiado distinta como para permitir la comunicación con el español. Si pensamos en el histórico 3–6 % deberíamos bajar la cifra a 50 000; esta cifra por supuesto no contabiliza a los filipinos que han aprendido el español académicamente, pero que no lo usan, ni lo han usado nunca en su vida cotidiana.

### Enseñanza del español
Las principales lenguas filipinas tienen en el español una base importante de su vocabulario, llegando en algunas en torno al 20%, por lo que el español es considerado como una lengua sencilla de aprender.
Al menos 41.000 personas estudian español en el país, según el Instituto Cervantes. Hay 13.500 estudiantes de español en secundaria. A estos hay que añadirle unos 16.000 estudiantes universitarios de español, unos 3.000 en el Instituto Cervantes, y finalmente unos 11.500 en centros privados. Actualmente hay un Instituto Cervantes en Manila, pero la labor docente del Instituto Cervantes en Manila será reforzada en el archipiélago con la apertura de tres aulas Cervantes en las ciudades de Zamboanga, Makati y Cebú.
El Instituto Cervantes de Manila y la Consejería de Educación de la Embajada de España en Manila, la Academia Filipina de la Lengua Española, así como diversos grupos de hispanistas, han iniciado una nueva ola que impulsa el aprendizaje del idioma español en el país. Entre ellos, la expresidenta de Filipinas Gloria Macapagal-Arroyo. El objetivo es lograr que en este país, como ya se ha conseguido en Brasil, el español pueda retornar a la enseñanza reglada, e incluso que vuelva a ser lengua oficial.
Sin embargo, para que el español volviese a la enseñanza obligatoria en las escuelas públicas habría que reformar la constitución como en su día lo hizo (en aquella ocasión para suprimirlo) la entonces presidente Corazón Aquino.
La expresidente de Filipinas Gloria Macapagal Arroyo, pidió al Gobierno de España que colaborara en sus esfuerzos de reintroducción del idioma en las escuelas de aquel país. Tras sucesivos contactos entre el ministro español de Asuntos Exteriores, el titular del Ministerio de Educación filipino y la dirección del Instituto Cervantes, en noviembre de 2008 el Gobierno de Filipinas anunció a bombo y platillo la reincorporación del español en la enseñanza secundaria para mediados de 2009. Este anuncio fue interpretado por muchos medios oficiales y de comunicación como la vuelta del español a la escuela pública en Filipinas. Incluso en medios más sensacionalistas se habló de un inusitado resurgimiento del interés por el español en Filipinas y de una hipotética vuelta a la oficialidad del español en dicho país. Lo que está claro, es que se abrieron nuevas perspectivas para la lengua española en Filipinas. En 2009, la académica y presidenta filipina Gloria Macapagal-Arroyo fue galardonada con el Premio Internacional Don Quijote, al introducir la enseñanza de la lengua española en los planes de estudio nacionales.
El inicio de la restauración del español en la enseñanza pública de Filipinas comenzó en junio de 2009, pero el proceso no ha sido rápido. El proyecto se inició con una prueba piloto en la que el Instituto Cervantes de Manila, se encargaría de formar a 34 profesores en los dos meses previos con un curso intensivo de 240 horas, para continuar con su formación por Internet, durante todo el curso. Estos profesores impartieron las primeras clases a los 1190 alumnos seleccionados para el proyecto, en 17 centros, uno en cada provincia.
Actualmente el español es la segunda lengua europea más estudiada en Filipinas. En la enseñanza secundaria se imparte la asignatura de español en el tercer y cuarto curso en un total de 82 centros escolares públicos en el curso escolar 2018-2019, distribuidos en las 17 regiones administrativas de Filipinas.
El 11 de septiembre de 2012, el secretario filipino del Departamento de Educación, Armin Luistro anunció un acuerdo con el gobierno chileno para enseñar español a profesores de escuela filipinos.

### El español que se utiliza en Filipinas
Debido a que Filipinas fue administrado por el virreinato de Nueva España durante el período virreinal, el castellano filipino (en cebuano: Katsilang Filipinhon; en filipino: Kastilang Filipino) tiene una mayor afinidad con el estándar mexicano que el europeo. Por ejemplo, el seseo es hegemónico. Sin embargo se emplea vosotros y se observa el lleísmo.
Hoy en día hay una tendencia entre las nuevas generaciones de hablantes (es decir, los que aprenden el idioma como lengua extranjera) a emplear rasgos gramaticales y léxicos más cercanas al estándar europeo. Esto se debe a la confluencia de la presencia del Instituto Cervantes y la desaparición del estándar nativo. A pesar de ello, las variaciones sobre todo en la pronunciación y la entonación abundan.

### Relaciones hispano culturales

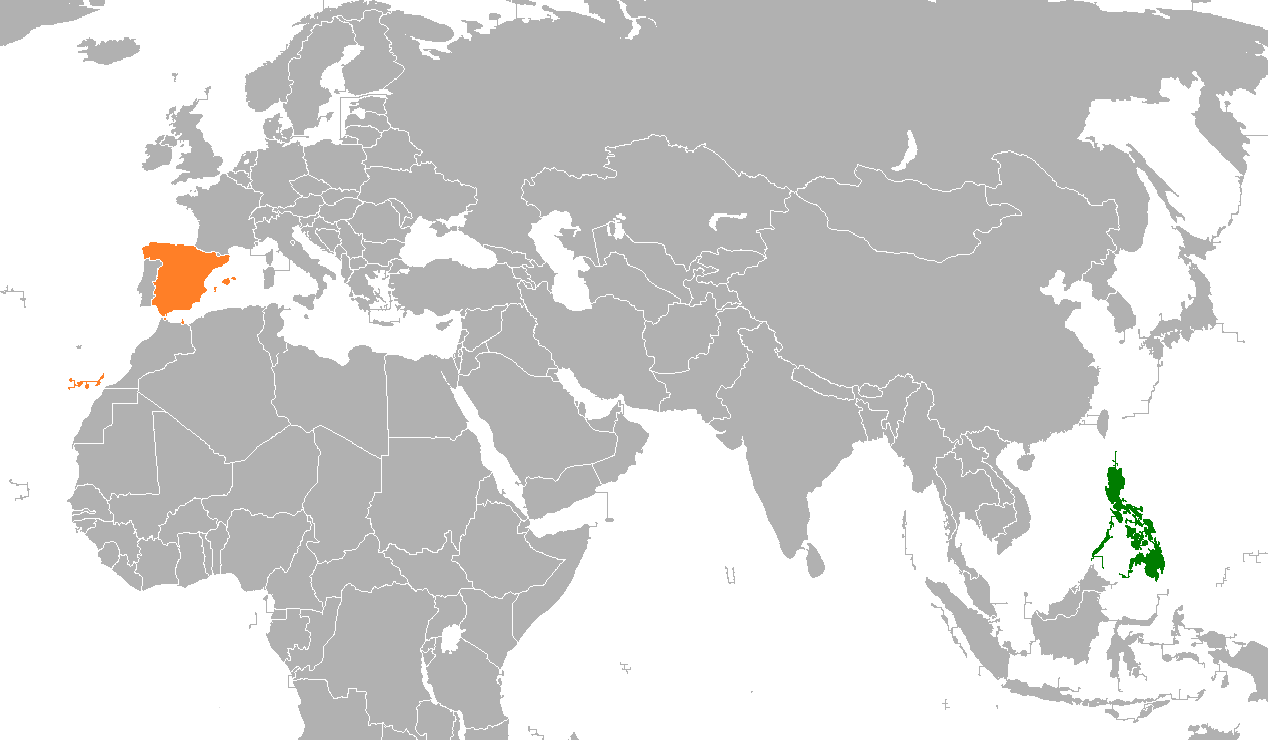
Localización de España y Filipinas.

En la actualidad, la cultura del idioma español en Filipinas está abanderada por el Instituto Cervantes. Una de sus iniciativas a la lectura hizo que, durante marzo y agosto de 2009, el metro de Manila llevara impreso en los trenes los poemas en inglés y español de quince poetas españoles, filipinos e hispanoamericanos.
Un importante avance en las relaciones entre Filipinas y el resto de países hispanos, ha sido la participación de Filipinas en las cumbres iberoamericanas desde 2009, como miembro asociado.
Dentro de la cultura popular, existen algunos cantantes y grupos musicales de éxito en español[cita requerida], como: Luis Eduardo Aute, Josh Santana, Antonio Morales, Conchita Panadés, Bambú, Isabel Granada, Imago, Miguel Morales, Pilita Corrales, Asin, Pupil, Yano y Sponge Cola.
Cada 30 de junio se celebra el Día de la Amistad Hispanofilipina, que pretende rescatar los nexos históricos y socioculturales existentes entre España y las Filipinas, entre ellos, el idioma.

### Premios Literarios en español en Filipinas
- Premio Zóbel, fundado en 1920, es el más antiguo premio literario instituido en Filipinas. Se entregó por última vez en 2000 como "premio de Hispanidad" y desde aquella fecha el premio está durmiente.

Uno de los centros sociales más activos, como rezan sus estatutos:

fortalecer y mantener las relaciones hispano-filipinas para preservar la cultura española existente y los ideales de la hispanidad en Filipinas.

 es el Casino Español de Manila, creado en 1844, donde se conceden los Premio Zóbel. 
- Premio José Rizal de las Letras Filipinas, fundado en 2015 por el Instituto Juan Andrés de Comparatística y Globalización. Entregado en su primera edición a Guillermo Gómez Rivera por Quis ut Deus, novela antropológica y política que es memoria de la cultura filipina.

- Premio Rafael Palma, fundado en 2019 por la Universidad de Filipinas y la Revista Filipina, premio literario para estudiantes filipinos.

- Premio Antonio Abad.

### Medios de comunicación en español
Durante la primera década del siglo XXI ha existido un programa de radio de la emisora estatal filipina BBS, llamado Filipinas, Ahora Mismo que emitía 1 hora diaria en español (de lunes a viernes), en 6 emisoras locales, desde marzo de 2007. También ha existido durante algunos años del siglo XXI un periódico digital en español llamado e-dyario., que finalmente hoy en día no se edita. Desde 1997 existe la publicación electrónica Revista Filipina fundada y dirigida por Edmundo Farolán y actualmente dirigida por Edwin Lozada.  
El 15 de septiembre de 2020 se ha inaugurado una nueva revista en línea La Jornada Filipina, fundada por Arvyn Cerezo. 
Un fenómeno que está irrumpiendo con fuerza es la emisión en español de telenovelas hispanoamericanas, así también como la música cantada en español de reconocidos cantantes de diferentes países de Hispanoamérica y España.
Sí existen noticias televisivas diarias en idioma chabacano.